# Андерсон, Джозеф Рид
Джозеф Рид Андерсон (Joseph Reid Anderson) (16 февраля 1813 — 7 сентября 1892) — американский гражданский инженер, индустриализатор и военный. В годы гражданской войны служил генералом Армии Конфедерации, а его «Tredegar Iron Company» была основным поставщиком оружия и боеприпасов для Конфедерации.

## Ранние годы
Джозеф Рид Андерсон родился на вилле «Walnut Hill» около Финкасла в округе Ботетур, Вирджиния, в 1813 году. Потомок иммигрантов шотландско-ирландского происхождения, сын полковника Уильяма Андерсона (1764—1839) и Энн Андерсон. Его отец участвовал в американской войне за независимость и так же был полковником вирджинского ополчения в годы войны 1812 года. Инженер-самоучка, в своё время занимался строительством дороги, известной сейчас как «Route 220» и «Route 60» на участке от Финкасла до Ковингтона.
В 1832 году Андерсон поступил в военную академию Вест-Пойнт и окончил её в 1836 году, третьим в выпуске по успеваемости, определен в 3-й артиллерийский полк в звании второго лейтенанта. Как способный инженер, направлен в инженерное бюро в Вашингтоне, и только 1 ноября переведен в инженерный корпус армии во временном звании второго лейтенанта, 31 декабря его вернули обратно в 3-й артиллерийский полк. В 1836—1837 участвовал в строительстве форта Пуласки. 1 июля 1837 года вернулся обратно в инженерный корпус, 30 сентября того же года  уволился из рядов армии США.

## Гражданская война
Когда началась гражданская война, «Tredegar Iron Company» стала основой индустрии Конфедерации. Используя труд рабов и свободных, Андерсон производил оружие и боеприпасы в течение всей войны.
Убеждённый сторонник сецессии и прав штатов, Андерсон был утверждён в звании майора артиллерии в августе 1861 года, а 3 сентября был повышен до бригадного генерала армии Конфедерации. Первоначально командовал войсками в Вильмингтоне (Северная Каролина), затем был направлен к Фредериксбергу, где концентрировалась федеральная армия Макдауэлла. Когда началась кампания Джорджа Макклелана на вирджинском полуострове, Андерсон был назначен командиром 3-й бригады в только что сформированной «Лёгкой дивизии» генерала Эмброуза Хилла. Бригада состояла из четырёх джорджианских полков:
- 14-й Джорджианский: полковник Роберт Фолсом
- 35-й Джорджианский: полковник Эдвард Томас
- 45-й Джорджианский: полковник Томас Хардман
- 49-й Джорджианский: полковник Эндрю Лайн
- 3-й Луизианский батальон: подп. Эдвард Пендлетон

Во главе этой бригады Андерсон прошёл три сражения Семидневной битвы. 26 июня 1862 года бригада впервые вступила в бой в сражении при Бивердем-Крик. Дивизия Хилла стояла на левом фланге армии, а бригада Андерсона — на левом фланге дивизии. Предполагалось, что Томас Джексон выйдет во фланг противнику и заставит северян отходить с позиций у реки, но Джексон опаздывал, и Хилл отдал приказ атаковать противника во фронт. Бригада Андерсона наступала на позиции пенсильванской бригада Джона Рейнольдса. Северяне занимали сильную укрепленную позицию, прикрытую болотом, и атака дивизии Хилла была неудачной. Только 35-й Джорджианский полк из бригады Андерсона смог перейти реку и некоторое время удерживать плацдарм на её восточной стороне. Остальные полки бригады не смогли прорваться ему на помощь.